# Gonostoma denudatum
Gonostoma denudatum är en fiskart som beskrevs av Rafinesque, 1810. Gonostoma denudatum ingår i släktet Gonostoma och familjen Gonostomatidae. Inga underarter finns listade i Catalogue of Life.